# Calamaria palavanensis
Calamaria palavanensis är en ormart som beskrevs av Inger och Marx 1965. Calamaria palavanensis ingår i släktet Calamaria och familjen snokar. IUCN kategoriserar arten globalt som otillräckligt studerad. Inga underarter finns listade.
Arten förekommer på Palawan i västra Filippinerna. Honor lägger ägg.